# Andreas Klein (Schauspieler)
Andreas Klein ist ein deutscher Theater- und Filmschauspieler.

## Leben
Klein studierte von 1976 bis 1979 Deutsch, Wirtschaft, Politik und Theaterpädagogik auf Lehramt in Kiel, das er mit dem 1. Staatsexamen in Pädagogik abschloss. Später absolvierte er ein Schauspielstudium an der Schauspielschule Lübeck. Sein erstes Engagement hatte er in Kiel. Es folgten Bühnenauftritte in Bielefeld, Essen, Hannover und Hamburg. Seit 1992 ist er als freischaffender Schauspieler unter anderem für das Eurostudio Landgraf tätig. Zurzeit gehört er zum Ensemble der Komödie Leipzig.
Sein Fernsehdebüt hatte er 1995 in einer Episode der Fernsehserie Die Wache. Von 1996 bis 1997 verkörperte Klein die Rolle des Dr. Günther Brendel in der Kinderserie Neues vom Süderhof. In der NDR-Fernsehproduktion war er in insgesamt 13 Episoden zu sehen.
Klein lebt in Berlin.

## Filmografie
- 1995: Die Wache (Fernsehserie, Episode 2x19)
- 1996–1997: Neues vom Süderhof (Fernsehserie, 13 Episoden)